# Rue Grétry (Nantes)
Pour les articles homonymes, voir Rue Grétry.
La rue Grétry est une voie de Nantes, en France.

## Situation et accès
Située dans le Centre-ville de Nantes, la rue Grétry, qui relie les rues Rameau et Suffren à la rue Crébillon, est bitumée et ouverte à la circulation automobile. Elle ne rencontre aucune autre voie.

## Origine du nom
La voie rend hommage au compositeur liégeois André Grétry.

## Historique
La voie prend son nom actuel le 6 août 1816. 